# Argyresthia decimella
Argyresthia decimella is een vlinder uit de familie van de pedaalmotten (Argyresthiidae). De wetenschappelijke naam van de soort werd in 1864 gepubliceerd door Wocke.